# Dimitris Salpingidis
Dimitrios "Dimitris" Salpingidis (grekiska: Λημήιρης Σαλπγγίδης), född 18 augusti 1981 i Thessaloniki, är en grekisk före detta fotbollsspelare. 

## Karriär
Salpingidis började sin karriär som ungdomsspelare i PAOK FC och debuterade i A-laget 1999. Han har även spelat för Panathinaikos FC.
Salpingidis spelade 82 matcher för Greklands landslag. Han är även den förste målskytt genom tiderna att göra mål för det grekiska landslaget i världsmästerskapen.